# Tadeusz Marchlik
Tadeusz Marchlik (ur. 22 grudnia 1946 w Chełmnie, zm. 1995) – polski działacz katolicki i polityk, poseł na Sejm X kadencji.

## Życiorys
W latach 1964–1965 pracował w Powiatowym Związku Gminnych Spółdzielni „Samopomoc Chłopska” w Chełmnie. W 1970 uzyskał tytuł magistra geografii na Uniwersytecie Mikołaja Kopernika w Toruniu. W tym samym roku został pracownikiem organizacyjno-politycznym w Oddziale Wojewódzkim Stowarzyszenia „Pax” w Bydgoszczy. Awansował od stanowiska instruktora, przez kierownika Referatu Organizacyjnego, do przewodniczącego Zarządu Wojewódzkiego w 1975, w 1976 został członkiem Zarządu Głównego „Pax”. Redagował katolickie czasopismo „Wspólnota” w Bydgoszczy.
W okresie 1976–1990 był radnym Wojewódzkiej Rady Narodowej w Bydgoszczy. W 1989 uzyskał mandat posła na Sejm kontraktowy. Został wybrany w okręgu chojnickim z puli „Pax”. Zasiadał w Komisji Rolnictwa i Gospodarki Żywnościowej, w Komisji Ochrony Środowiska, Zasobów Naturalnych i Leśnictwa i dwóch komisjach nadzwyczajnych. W 1991 bez powodzenia ubiegał się o reelekcję z ramienia Chrześcijańskiej Demokracji.
Tadeusz Marchlik był żonaty, miał dwie córki.